# Guédiawaye (departamento)
Guédiawaye é um departamento da região de Dakar, no Senegal. Tem um único arrondissement, de mesmo nome. O departamento foi criado em 21 de fevereiro de 2002, desmembrado do departamento de Pikine.